# Jermakovszkoje
Jermakovszkoje (oroszul: Ермаковское) falu Oroszország ázsiai részén, a Krasznojarszki határterületen, a Jermakovszkojei járás székhelye.
Népessége: 8557 fő (a 2010. évi népszámláláskor).

## Elhelyezkedése
A Krasznojarszki határterület déli részén, Minuszinszktól 75 km-re délkeletre, az Oja (a Jenyiszej mellékfolyója) partján helyezkedik el. A falu mellett halad a Krasznojarszk–Abakan–mongol határ közötti „Jenyiszej” nevű R257-es főút (oroszul: ).
1829-ben alapították szibériai kényszermunkára elítéltek településeként. A környező helységeknél gyorsabban fejlődött, mivel Tuva határán és aranymosó telepek közelében létesült. A 19. század második felében áttelepülők nagy hulláma érkezett a körzetbe az európai országrész kormányzóságaiból. Fatemplomát 1856-ban építették. 1884-től voloszty (alsó szintű közigazgatási egység) székhelye volt, 1924 óta járási székhely.
A falu számára is nagy jelentősége volt, hogy erre vezetett az 1910-re elkészült Uszai postaút (uszinszkij trakt), mely Hakaszföld fővárosát, Abakant kötötte össze kezdetben csak a déli Uszinszkij faluval, majd később Tuva fővárosával, Kizillel. (Az R257-es főút nagyrésze ma is ezen az útvonalon halad, sőt nem hivatalosan a régi elnevezést is használják).